# Prométhée délivré
Pour les articles homonymes, voir Prométhée délivré (poème) et Prométhée (homonymie).

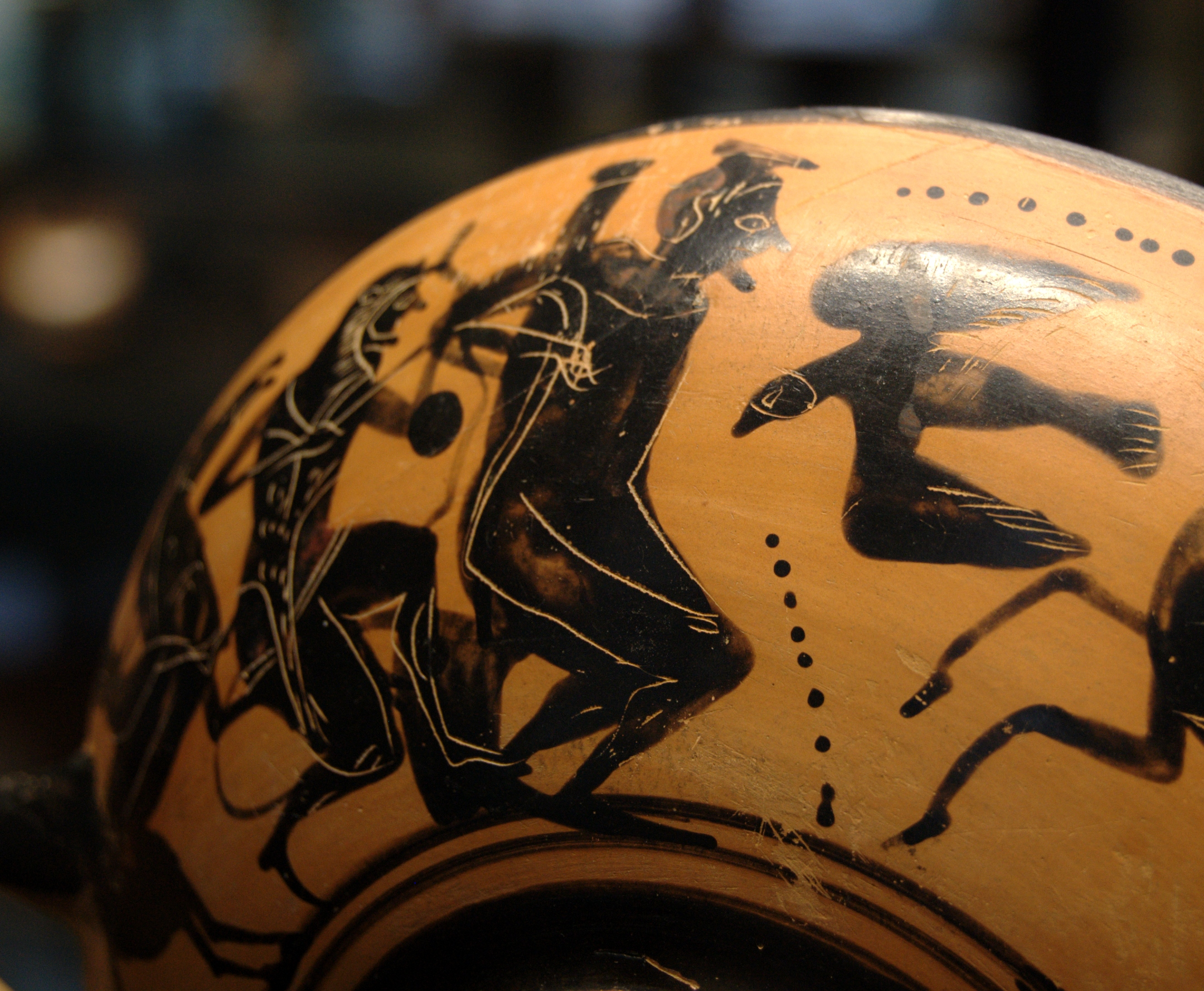
Héraclès libérant Prométhée enchaîné. Face A d'une coupe béotienne (?) à figures noires, v. 500 av. J.-C.

Prométhée délivré (en grec ancien Προμηθεὺς Λυόμενος / Promêtheùs Lyómenos, parfois traduit par Prométhée délié) est une tragédie grecque attribuée à Eschyle dont il ne subsiste que quelques fragments, Elle aurait fait partie d'une trilogie consacrée au Titan Prométhée, avec Prométhée enchaîné (conservé et attribué, non sans doutes, à Eschyle) et Prométhée porte-feu, dont on ne conserve aucune trace.
L'action aurait concerné l'aigle envoyé par Zeus pour dévorer le foie de Prométhée, alors enchaîné, et comment Héraclès vint pour abattre l'aigle d'une de ses flèches. Afin que Zeus le délivre de ses chaînes, Prométhée lui livre son secret : d'une union avec Thétis la Néréide naîtra un fils plus puissant que son père, qui serait donc susceptible de renverser Zeus si celui-ci en était le père.
Zeus poussera ensuite Thétis vers un homme, Pélée afin que de leur union naisse un fils que ne soit pas supérieur à un dieu : ce sera Achille, le héros de l'Iliade d'Homère. Il mit ainsi fin au schéma qui se répétait : Ouranos fut tué par son fils Cronos qui fut lui-même tué par Zeus qui devait être tué par son fils.